# Любореч (село)
Любореч (словац. Ľuboreč) — село, громада округу Лученець, Банськобистрицький край, центральна Словаччина, регіон Новоград. Кадастрова площа громади — 31,67 км². Протікає потік Любореч.
Населення 347 осіб (станом на 31 грудня 2017 року).

## Історія
Любореч згадується в 1271 році.

## Населення
| Рік:            | 1994. | 2004.    | 2014.    | 2024.   |
| --------------- | ----- | -------- | -------- | ------- |
| Кількість осіб: | 265   | 293      | 333      | 344     |
| Різниця:        |       | +10,56 % | +13,65 % | +3,30 % |

| Рік:            | 2023. | 2024.   |
| --------------- | ----- | ------- |
| Кількість осіб: | 349   | 344     |
| Різниця:        |       | -1,43 % |